# Reulle-Vergy
 Reulle-Vergy  es una población y comuna francesa, en la región de Borgoña, departamento de Côte-d'Or, en el distrito de Dijon y cantón de Gevrey-Chambertin.

## Demografía
| 100 | 98 | 82 | 84 | 105 | 99 |
| Para los censos de 1962 a 1999 la población legal corresponde a la población sin duplicidades (Fuente: INSEE [Consultar]) |    |    |    |     |    |